# Bjørnar Moxnes
Bjørnar Moxnes (født 19. december 1981) er en norsk politiker og aktivist, der repræsenterer det politiske parti Rødt i Stortinget. Moxnes er imod EU og mener at Norges deltagelse i EØS er udemokratisk. Moxnes beskriver sig selv som socialist.

## Biografi
Moxnes voksede op i Nordstrand, Norge med sine forældre. Hans mor var sundhedsforsker og hans far arbejdede i en børnehave.  Han blev politisk aktiv, efter at nynazister begyndte at dukke op i byen i 1990'erne.  Senere blev han en del af det radikale samfund ved Oslo katedralskole og medlem af Rød Ungdom .

### Uddannelse
Moxnes er uddannet sociologi fra Universitetet i Oslo . Hans kandidatafhandling Med makt i Bagasjen, En analyse af politkerelitens yrkesmobilitet (Med magt i bagagen, en analyse af den politiske elites erhvervsmobilitet) handlede om, at politikere skiftede karriere til PR, et emne Moxnes var meget interesseret i som politiker. 

### Ledelseskab i rød ungdom
I 2004 blev Moxnes efter to år som sekretær valgt som leder af Rød Ungdom. Som leder repræsenterede Moxnes Røde Ungdom i Norges Højesteret, hvor organisationen blev dømt for gratis at udgive skolebøger på internettet. Moxnes fik en 8. plads i Verdens Gangs rangordning over Norges største politiske talenter.

### Politiker og partileder af Rødt
Efter at Moxnes trådte tilbage som leder af Rød Ungdom, blev han valgt til ledelsen af Rød Valgallianse. Efter etableringen af partiet Rødt i 2007 blev Moxnes valgt ind i ledelsen. I 2010 blev han valgt som vicepræsident for Rødt, og den 6. maj 2012 erstattede han Turid Thomassen som partiets præsident.
Under landsvalget i 2013 og 2017 var Moxnes den første kandidat for Rød i Oslo-distriktet, og i 2017 valgt som repræsentant på Stortinget.

## Politik

### Økonomi
Moxnes er imod højreorienteret økonomi og mener, at de andre partier på Stortinget underminerer arbejdernes rettigheder og overfører magten fra arbejderne til de rige. Han argumenterer for en demokratisk økonomi, som han mener ikke er mulig under kapitalismen. Han udtalte i 2017, at han mener, at ligesom folk kan vælge regeringen, bør de være i stand til at vælge deres lederskab på arbejdspladsen.  Han argumenterer for, at det konservative parti tjener til at sikre de kapitalistiske rettigheder for det rige mindretal, hvor den lille elite har for meget magt over Norges vigtigste nationale ressourcer.
Han siger udtrykkeligt, at partiet ikke er kommunistisk, men socialistisk, og adskiller sig fra Rødt forgænger AKP 's maoistiske rødder. Han beskriver socialismen som et system, hvor magt og rigdom fordeles retfærdigt, i stedet for at lade en lille elite eje lige så meget rigdom som halvdelen af befolkningen på Jorden. 
Moxnes mener, at lønningerne til politikerne på Stortinget er for høje, og ønsker at reducere lønningerne. Moxnes argumenterer for, at fordi lønningerne er for høje, bliver politikerne i regeringen adskilt fra den brede befolkning, og at reducering heraf vil hjælpe politikerne med at skabe mere retfærdig politik. Da Arbejderpartiet og Centerpartiet valgte at fastfryse lønningerne, udtalte han, at ”Hvis jeg var Støre eller Vedum, ville jeg være flov.” Og pressede på for at få lønnen reduceret. 

### EØS/EU
Moxnes er imod EØS og argumenterer for, at aftalen med EØS er udemokratisk, og at den overfører magten fra valgte forsamlinger i Norge til EU. Han karakteriserer EØS som en torpeaftale. Moxnes hævder, at politikker, der ville hjælpe norske arbejdstagere og hjælpe mod social dumping, blokeres af udemokratiske love, der håndhæves af EU. 

### Klima
Moxnes mener, at kapitalisme er en af hovedårsagerne til klimaforandringer og argumenterer for, at kapitalisme ikke vil skabe løsninger til løsning af klimaforandringerne. 